# Национална дивизија 1 Португала у рагбију
Национална дивизија 1 Португала у рагбију (порт. Campeonato Nacional da 1.ª Divisão) је други ранг рагби 15 такмичења у Португалу.

## О такмичењу
Овим такмичењем руководи Рагби савез Португала. У лигашком делу учествује 10 клубова. Аматерски клубови имају прилику да се пласирају у прву лигу. Последњепласирани клуб испада у трећу лигу. 
Учесници
- Сао Мигел
- Евора
- Калдас
- Бенфика
- Вила де Мојита
- Монтемор
- Сантарем
- Спортинг
- Виторија
- Технико